# Brigitta Schmidt-Lauber
Brigitta Schmidt-Lauber (* 25. Februar 1965 in Kiel) ist eine deutsch-österreichische Kulturwissenschaftlerin.

## Leben
Brigitta Schmidt-Lauber ist als fünftes Kind des Pastors Hans-Christoph Schmidt-Lauber und seiner Ehefrau Brigitte Schmidt-Lauber in Kiel aufgewachsen. 1977 zog die Familie nach Wien, wo Hans-Christoph Schmidt-Lauber eine Professur für Praktische Theologie an der Evangelisch-Theologischen Fakultät der Universität Wien annahm.
Brigitta Schmidt-Lauber beendete ihre schulische Laufbahn in Wien und studierte daraufhin Volkskunde, Ethnologie und Sozial- und Wirtschaftsgeschichte an den Universitäten Hamburg, Köln und Kiel. Ihre Promotion über deutsches Selbstverständnis in Namibia schloss sie 1997 an der Universität Hamburg am Fachbereich Kulturgeschichte und Kulturkunde (Volkskunde) nach mehreren Forschungsaufenthalten in Namibia (1998 und 1994) ab. Die Dissertation wurde 1998 im Dietrich Reimer Verlag publiziert. Ihr Betreuer war der Volkskundler und Erzählforscher Albrecht Lehmann.
2003 habilitierte sich Brigitta Schmidt-Lauber an der Universität Hamburg mit einer kulturtheoretisch und methodologisch ausgerichteten Forschung zu Gemütlichkeit als alltäglicher Befindlichkeit und erhielt die Venia Legendi für das Fach Volkskunde. Das Buch erschien 2003 im Campus Verlag.
Von 2003 bis 2005 folgten Gastprofessuren und Dozenturen an den Universitäten Basel, Göttingen, Wien und Zürich. 2005 erlangte Schmidt-Lauber die Lehrqualifikation für Wissenschaft und Weiterbildung am Interdisziplinären Zentrum für Hochschuldidaktik an der Universität Hamburg.
Anschließend hatte sie am Institut für Kulturanthropologie/Europäische Ethnologie der Universität Göttingen von 2006 bis 2009 eine Professur inne. Dort begann sie sich dem Forschungsfeld Mittelstadt zu widmen, das sie über einige Jahre verfolgte. Seit September 2009 ist sie Institutsvorständin sowie Universitätsprofessorin am Institut für Europäische Ethnologie an der Universität Wien. Unter ihrer Leitung entwickelte sich am Institut ein Schwerpunkt auf ethnographische Alltagskulturforschung, (relationale) Stadt- und Raumforschung sowie regionale Kulturanalyse.

## Forschungsschwerpunkte
Die Forschungsschwerpunkte von Brigitta Schmidt-Lauber liegen im Bereich der ethnographischen Methodologie und Forschung sowie in der relationalen Stadt- und Raumforschung, zu der sie begrifflich-konzeptionelle Beiträge (Kritik am Metrozentrismus) und ethnographische Studien zu großstädtischen Themen sowie zur sogenannten Mittelstadt verfasste. Alltagskulturforschung umfasst dabei auch historische Themen wie Veränderungen des Alltagslebens in Stadt und Land, aber auch Fach- und Institutionengeschichte oder Public History.
Schmidt-Lauber vertritt eine ethnographische Alltagskulturforschung, die methodologische und kulturtheoretische Fragen verknüpft und ethnographische Forschungen zu unterschiedlichen Fragen gesellschaftlichen Lebens verfolgt. Neben gesellschaftspolitischen Themen wie Ethnizität und Migration sind dies Untersuchungen zu öffentlichen oder privaten Ritualen (u. a. Sponsion), Lebensgeschichten und Erinnerungskulturen oder zur Transformation des Ländlichen. Aufgegriffen ist dieses unter anderem im Projekt „SchauFenster“ am Land im Weinviertel, das vor Ort und digital Raum für kollaborative Ausstellungen und Information über die Geschichte und Gegenwart des „ländlichen Raums“ bietet.
Mit gezielten Projekten wendet sich Schmidt-Lauber an ein breites Publikum, etwa mit der Aufarbeitung von Fußballfan-Kulturen (z. B. dem FC St. Pauli). Zudem gestaltete sie gemeinsam mit Studierenden verschiedene Ausstellungen, etwa zum Protestieren oder zur Geschichte des Unterwäsche-Herstellers Triumph in Österreich (siehe Liste unten). Die Vermittlung wissenschaftlichen Wissens in die Gesellschaft ist auch das Ziel des Nachschlagewerks „Begriffe der Gegenwart. Ein kulturwissenschaftliches Glossar“, das wissenschaftliche Erläuterungen zu geläufigen Wörtern des Alltagssprachgebrauchs bietet.

## Zeitschriften (Mitherausgeberin)
- Historische Anthropologie (seit 2013) (managing editor mit Margareth Lanzinger u. Erich Landsteiner seit 2019)
- Jahrbuch StadtRegion (seit 2012)
- Zeitschrift für Kulturwissenschaften (seit 2012)
- Österreichische Zeitschrift für Volkskunde (2009–2019)

## Schriften (Auswahl)
- Die abhängigen Herren. Deutsche Identität in Namibia. Münster 1993, ISBN 3-89473-651-8.
- „Die verkehrte Hautfarbe“. Ethnizität deutscher Namibier als Alltagspraxis. Berlin 1998, ISBN 3-496-02656-1.
- Gemütlichkeit. Eine kulturwissenschaftliche Annäherung. Frankfurt am Main 2003, ISBN 3-593-37363-7.
- Leben – Erzählen. Beiträge zur Erzähl- und Biographieforschung. Festschrift für Albrecht Lehmann (= Lebensformen, 17). Berlin 2005 (gemeinsam mit Thomas Hengartner), ISBN 978-3-496-02775-1.
- Inszenierungen der Küste (= Schriftenreihe der Isa-Lohmann-Siems Stiftung, 1). Berlin 2007 (gemeinsam mit Norbert Fischer u. Susan Müller-Wusterwitz), ISBN 978-3-496-02800-0.
- Ethnizität und Migration. Einführung in Wissenschaft und Arbeitsfelder. Berlin 2007, ISBN 978-3-496-02797-3.
- FC St. Pauli. Zur Ethnographie eines Vereins (= Studien zur Alltagskulturforschung, 4). Ergänzte und erweiterte Auflage, Münster 2008, ISBN 978-3-8258-7006-5.
- Fokus Mittelstadt. Urbanes Leben in Göttingen – Ein Studienprojekt (= Göttinger kulturwissenschaftliche Studien, 3). Göttingen 2009 (gemeinsam mit Astrid Baerwolf). ISBN 978-3-926920-43-0.
- Mittelstadt. Urbanes Leben jenseits der Metropole. Frankfurt am Main / New York 2010, ISBN 978-3-593-39105-2.
- Wiener Urbanitäten. Kulturwissenschaftliche Ansichten einer Stadt (= Ethnographie des Alltags, 1). Köln/Weimar/Wien 2013 (gemeinsam mit Klara Löffler, Ana Rogojanu u. Jens Wietschorke), ISBN 978-3-205-79461-5.
- Sommer_frische. Bilder. Orte. Praktiken (= Veröffentlichungen des Instituts für Europäische Ethnologie der Universität Wien, 37). Wien 2014, ISBN 978-3-902029-22-5.
- Tiere nutzen. Ökonomien tierischer Produktion in der Moderne (= Jahrbuch für Geschichte des ländlichen Raums, 13). Innsbruck, Wien, Bozen 2016 (gemeinsam mit Lukasz Nieradzik), ISBN 978-3-7065-5568-5.
- Doing university. Reflexionen wissenschaftlicher Alltagspraxis (= Veröffentlichungen des Instituts für Europäische Ethnologie, 40). Wien 2016 (unter Mitarbeit von Christian Blumhagen u. Alexandra Rabensteiner), ISBN 978-3-99028-728-6.
- Universität und Stadt: Campus Altes AKH Wien. Weitra 2017, ISBN 978-3-99028-728-6.
- Andere Urbanitäten. Zur Pluralität des Städtischen. Wien 2018, ISBN 3-205-20685-1.
- Aushandlungen städtischer Größe. Mittelstadt leben, erzählen, vermarkten (= Ethnographie des Alltags, 6). Wien 2019 (gemeinsam mit Anna Eckert u. Georg Wolfmayr). ISBN 978-3-205-23202-5.
- Wir waren Triumph. Erinnerungen einer Region. Wien 2020 (gemeinsam mit Peter Becker), ISBN 978-3-99024-899-7.
- Begriffe der Gegenwart. Ein kulturwissenschaftliches Glossar. Wien (2022) (gemeinsam mit Manuel Liebig), ISBN 978-3-205-21272-0.

## Ausstellungen
- 2021/6 „...mitten in der Waldstraße…“, in: Schaufenster, 2020 Oberretzbach/Österreich.
- 2021/3 „Wir protestieren – Von Demos, Hashtags und Gemüse“, Online-Ausstellung zum Studienprojekt am Institut für Europäische Ethnologie in Kooperation mit dem Volkskundemuseum Wien.
- 2021/8 „Wir waren Triumph“, Online-Ausstellung in Kooperation mit Univ.-Prof. Dr. Peter Becker.
- 2014/3 „Sommerfrische“ Ton- und Posterausstellung in der Klangpassage, Tonspur Museumsquartier Wien.